# Phyllonorycter argyrolobiella
Phyllonorycter argyrolobiella là một loài bướm đêm thuộc họ Gracillariidae. Nó được tìm thấy ở Pháp.
Ấu trùng ăn Argyrolobium zanonii. Chúng ăn lá nơi chúng làm tổ. 